# Тросна (Хвастовицький район)
Тросна (рос. Тросна) — присілок в Хвастовицькому районі Калузької області Російської Федерації.
Населення становить 0 осіб. Входить до складу муніципального утворення Селище Єленський.

## Історія
Від 2004 року входить до складу муніципального утворення Селище Єленський

## Населення
| 2002 | 2010 |
| ---- | ---- |
| 10   | ↘0   |